# Nižná Boca
Nižná Boca (Hongaars: Szentivánboca) is een Slowaakse gemeente in de regio Žilina, en maakt deel uit van het district Liptovský Mikuláš.
Nižná Boca telt 159 inwoners.

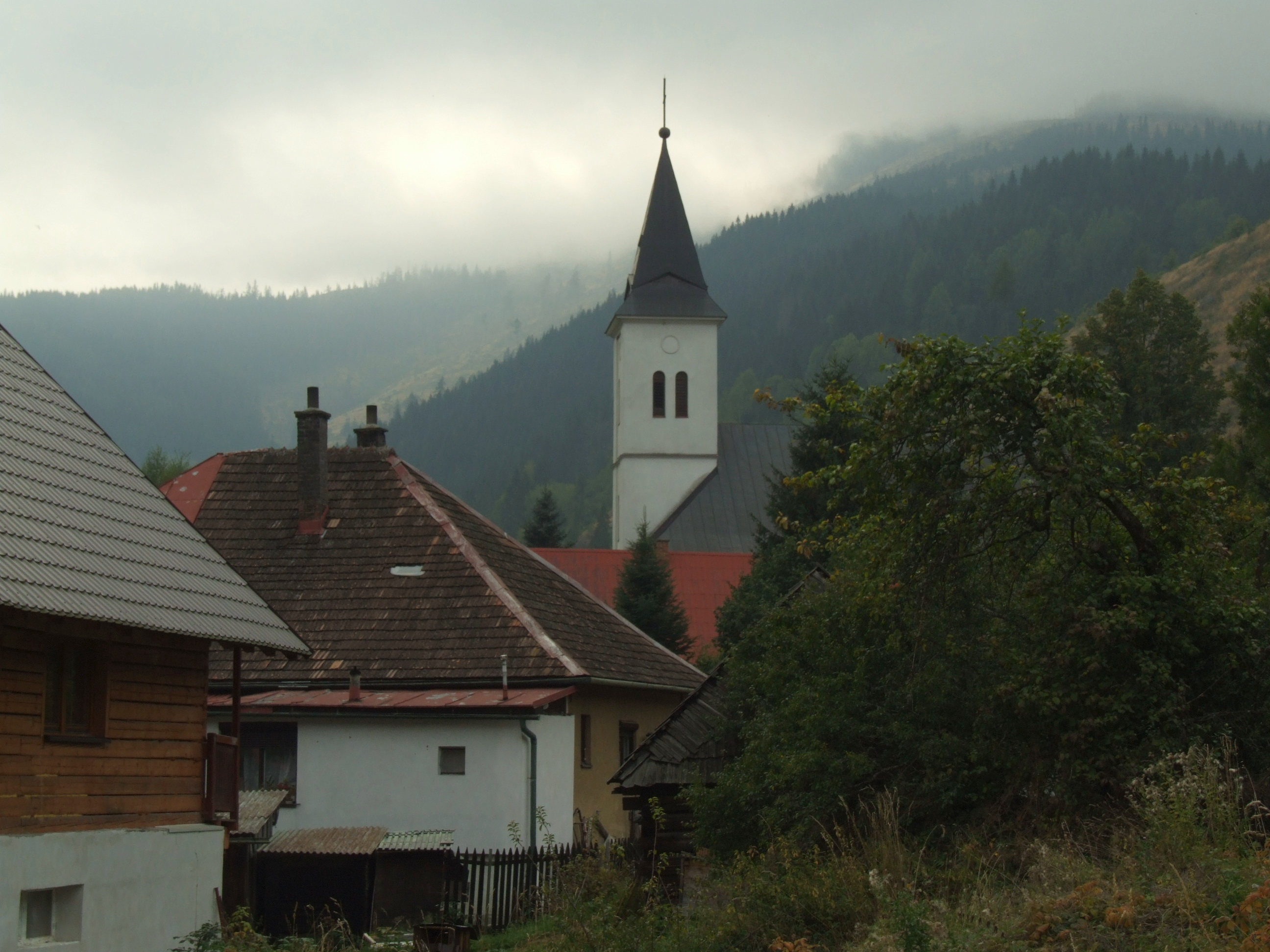
Kerk in Nižná Boca
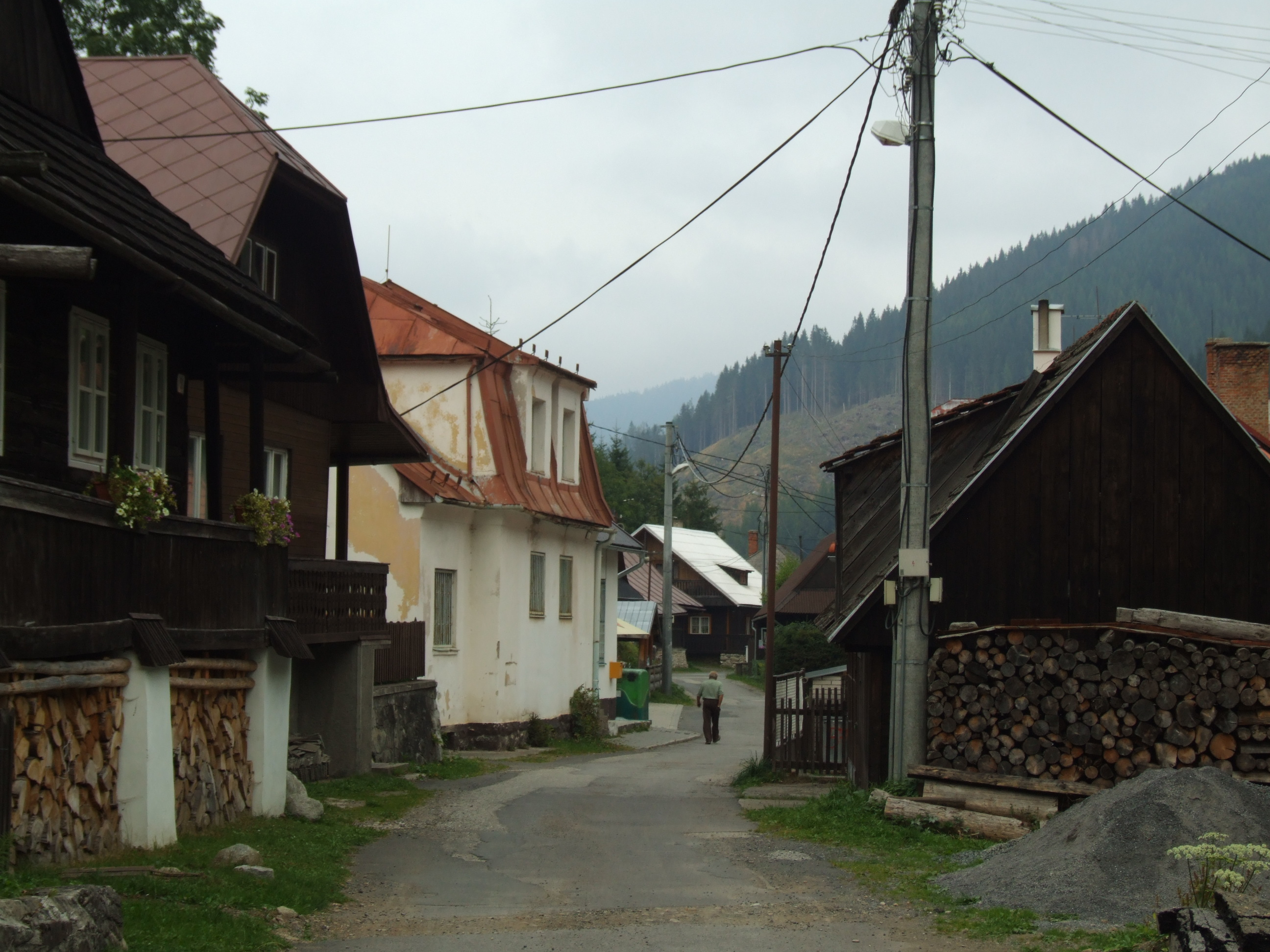
Centrum